# State Parks in Alaska

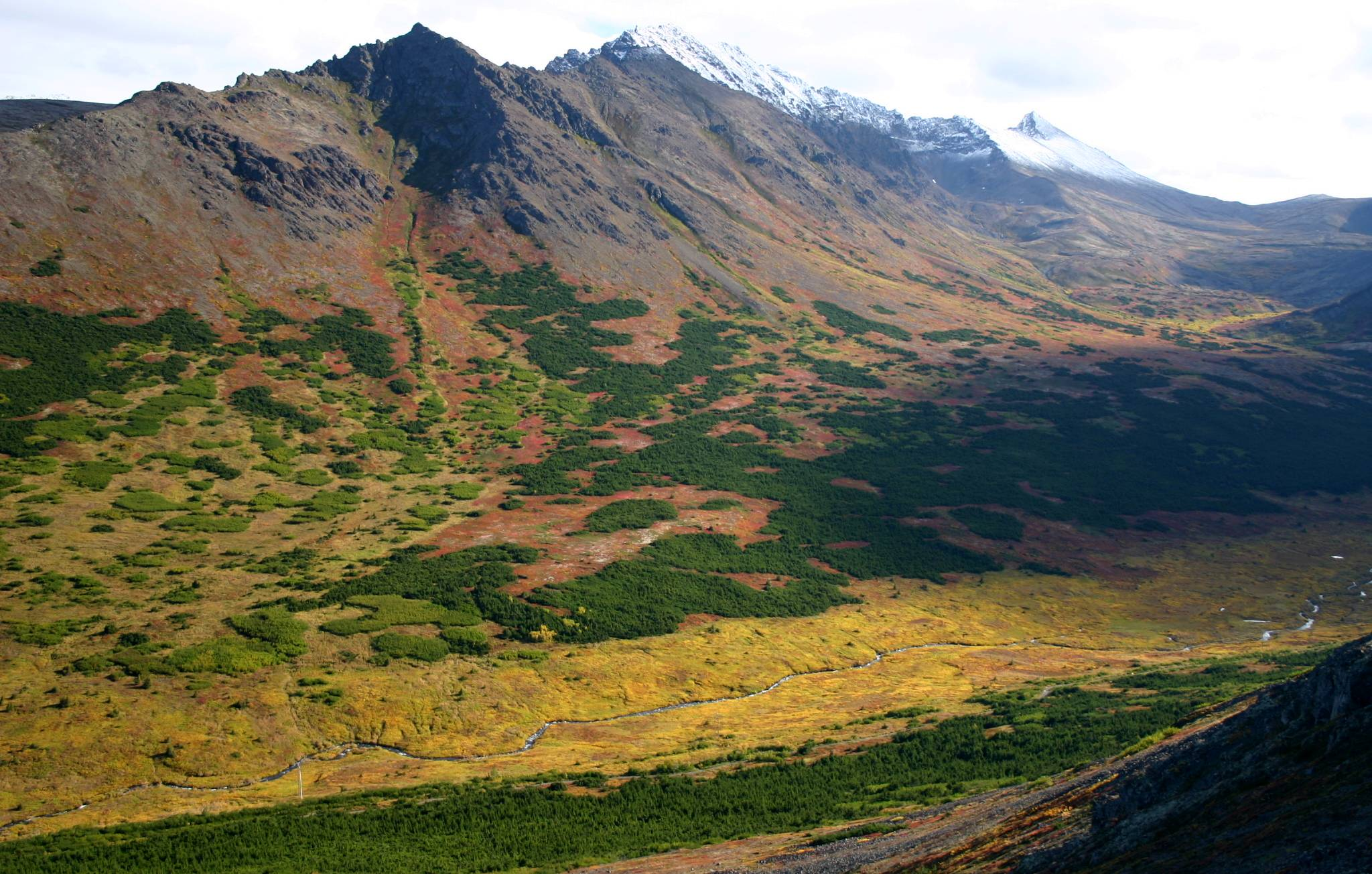
Chugach State Park

Dies ist eine Liste der State Parks im US-Bundesstaat Alaska.

## Region Anchorage
- Chugach State Park

## Region Copper River
- Dry Creek State Recreation Site
- Lake Louise State Recreation Area
- Liberty Falls State Recreation Site
- Porcupine Creek State Recreation Site
- Squirrel Creek State Recreation Site

## Region Interior
Bereich Fairbanks
- Birch Lake State Recreation Site
- Chena River State Recreation Area
- Chena River State Recreation Site
- Harding Lake State Recreation Area
- Lower Chatanika River State Recreation Area
- Salcha River State Recreation Site
- Upper Chatanika River State Recreation Site

Bereich Delta Junction
- Big Delta State Historical Park
- Clearwater State Recreation Site
- Delta State Recreation Site
- Donnelly Creek State Recreation Site
- Fielding Lake State Recreation Area
- Quartz Lake State Recreation Area

Bereich Tok
- Eagle Trail State Recreation Site
- Moon River State Recreation Site
- Tok River State Recreation Site

## Region Kenai-Halbinsel
Bereich Homer
- Anchor River State Recreation Area
- Deep Creek State Recreation Area
- Stariski State Recreation Site
- Kachemak Bay State Park
- Kachemak Bay State Wilderness Park
- Ninilchik State Recreation Area

Bereich Kenai/Soldotna
- Captain Cook State Recreation Area
- Clam Gulch State Recreation Area
- Crooked Creek State Recreation Site
- Johnson Lake State Recreation Area
- Kasilof River State Recreation Site
- Kenai River Special Management Area
- Scout Lake State Recreation Site

Bereich Seward
- Caines Head State Recreation Area
- Driftwood Bay State Marine Park
- Lowell Point State Recreation Site
- Safety Cove State Marine Park
- Sandspit Point State Marine Park
- Sunny Cove State Marine Park
- Thumb Cove State Marine Park

## Region Kodiak-Insel
- Afognak Island State Park
- Buskin River State Recreation Site
- Fort Abercrombie State Historical Park
- Pasagshak River State Recreation Site
- Shuyak Island State Park
- Woody Island State Recreation Site

## Region Matanuska-Susitna-Tal

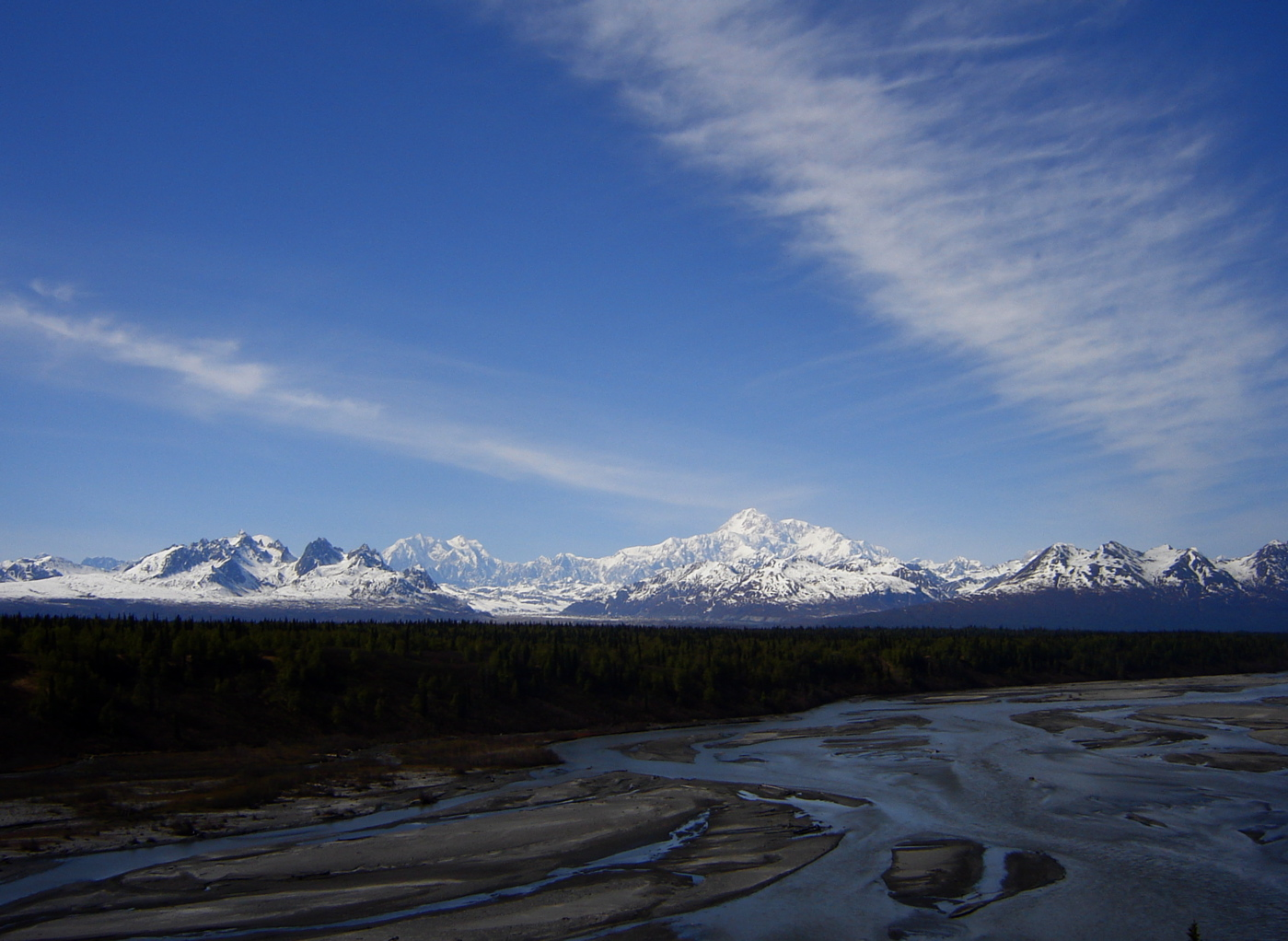
Denali State Park

- Big Lake North State Recreation Area
- Big Lake South State Recreation Site
- Blair Lake State Recreation Site
- Denali State Park
- Nancy Lake State Recreation Area
- Nancy Lake State Recreation Site
- Finger Lake State Recreation Area
- Hatcher Pass East Special Management Area
- Independence Mine State Historical Park
- Kepler-Bradley Lakes State Recreation Area
- King Mountain State Recreation Site
- Matanuska Glacier State Recreation Site
- Montana Creek State Recreation Site
- Rocky Lake State Recreation Site
- Summit Lake State Recreation Site
- Tokositna River State Recreation Site
- Willow Creek State Recreation Area

## Region Prince William Sound
- Bettles Bay State Marine Park
- Blueberry Lake State Recreation Site
- Boswell Bay State Marine Park
- Canoe Passage State Marine Park
- Decision Point State Marine Park
- Entry Cove State Marine Park
- Granite Bay State Marine Park
- Horseshoe Bay State Marine Park
- Jack Bay State Marine Park
- Kayak Island State Marine Park
- Sawmill Bay State Marine Park
- Shoup Bay State Marine Park
- Shoup Glacier State Marine Park
- South Esther Island State Marine Park
- Surprise Cove State Marine Park
- Surprise Ridge State Marine Park
- Worthington Glacier State Recreation Site
- Zeigler Cove State Marine Park

## Region Alaska Panhandle
Bereich Haines/Skagway
- Alaska Chilkat Bald Eagle Preserve
- Chilkat Islands State Marine Park
- Chilkat State Park
- Chilkoot Lake State Recreation Site
- Mosquito Lake State Recreation Site
- Portage Cove State Recreation Site
- Sullivan Island State Marine Park

Bereich Juneau
- Eagle Beach State Recreation Area
- Ernest Gruening State Historical Park
- Funter Bay State Marine Park
- Juneau Trail System
- Oliver Inlet State Marine Park
- Point Bridget State Park
- Shelter Island State Marine Park
- St. James Bay State Marine Park
- Taku Harbor State Marine Park
- Wickersham State Historic Site

Bereich Ketchikan
- Black Sands Beach State Marine Park
- Dall Bay State Marine Park
- Grindall Island State Marine Park
- Refuge Cove State Recreation Site
- Settlers Cove State Recreation Site
- Totem Bight State Historical Park

Bereich Sitka
- Baranof Castle Hill State Historic Site
- Big Bear/Baby Bear State Marine Park
- Halibut Point State Recreation Site
- Magoun Islands State Marine Park
- Old Sitka State Historical Park
- Sealion Cove State Marine Park
- Security Bay State Marine Park

Bereich Wrangell/Petersburg
- Beecher Pass State Marine Park
- Joe Mace Island State Marine Park
- Petroglyph Beach State Historic Site
- Thom's Place State Marine Park

## Region Südwest-Alaska
- Lake Aleknagik State Recreation Site
- Wood-Tikchik State Park